# Grupo de rotación SO(3)
En mecánica y geometría, el grupo de rotación 3D, a menudo denominado SO(3), es el grupo de todos los movimiento de rotación sobre el origen de coordenadas en el espacio euclídeo tridimensional R3, bajo la operación de composición. Por definición, una rotación sobre el origen es una transformación que conserva el origen, la distancia euclidiana (por lo que es una isometría) y la orientación (es decir, la mano del espacio). Cada rotación no trivial está determinada por su eje de rotación (una línea que pasa por el origen) y su ángulo de rotación.
La composición de dos rotaciones da como resultado otra rotación; cada rotación tiene una rotación inversa única; y la función identidad satisface la definición de una rotación. Debido a las propiedades anteriores (y en especial, a la asociatividad de las rotaciones compuestas), el conjunto de todas las rotaciones es un grupo bajo la composición de rotaciones. Las rotaciones no son conmutativas (por ejemplo, rotar R 90° en el plano xy y a continuación rotar S 90° en el plano yz, no es lo mismo que S seguido de R), por lo que es un grupo no abeliano. Además, el grupo de rotación tiene una estructura natural como una variedad para la que las operaciones del grupo son continuamente diferenciables; así que de hecho es un grupo de Lie. Además, es compacto y tiene dimensión 3.
Las rotaciones son aplicaciones lineales de R3 y, por lo tanto, pueden representarse utilizando matrices una vez que se ha elegido una base de R3. Específicamente, si se elige una base ortonormal de R3, cada rotación se describe mediante una matriz ortogonal de 3×3 (es decir, una matriz de 3 × 3 con entradas reales que, cuando se multiplica por su matriz transpuesta, da como resultado la matriz identidad) y con determinante 1. Por lo tanto, el grupo SO(3) puede identificarse con el grupo de estas matrices bajo la multiplicación de matrices. Estas matrices se conocen como matrices ortogonales especiales, de donde procede la notación SO(3) (Special Orthogonal).
El grupo SO(3) se utiliza para describir las posibles simetrías de rotación de un objeto, así como las diversas orientaciones de un objeto en el espacio. Sus representaciones son importantes en física, donde permiten caracterizar las partículas elementales de espín entero.

## Longitud y ángulo
Además de preservar la longitud, las rotaciones también conservan los ángulos entre vectores. Esto se deduce del hecho de que el producto escalar estándar entre dos vectores u y v se puede escribir únicamente en términos de longitud como:
{\displaystyle \mathbf {u} \cdot \mathbf {v} ={\tfrac {1}{2}}\left(\|\mathbf {u} +\mathbf {v} \|^{2}-\|\mathbf {u} \|^{2}-\|\mathbf {v} \|^{2}\right).}
De ello se deduce que cualquier transformación que preserve la longitud en R3, conserva el producto escalar y, por lo tanto, el ángulo entre vectores. Las rotaciones a menudo se definen como transformaciones lineales que conservan el producto interno en R 3, lo que equivale a requerir que conserven la longitud. Véase grupo clásico para un tratamiento de este enfoque más general, donde SO(3) aparece como un caso especial.

## Matrices ortogonales y de rotación
Cada rotación asigna una base ortonormal de R3 a otra base ortonormal. Como cualquier transformación lineal de espacios vectoriales de dimensión finita, una rotación siempre puede representarse mediante una matriz. Sea R una rotación dada. Con respecto a la base canónica e1,e2,e3 de R3, las columnas de R están dadas por (Re1, Re2, Re3). Dado que la base estándar es ortonormal, y dado que R conserva los ángulos y la longitud, las columnas de R forman otra base ortonormal. Esta condición de ortonormalidad se puede expresar en la forma
{\displaystyle R^{\mathsf {T}}R=RR^{\mathsf {T}}=I,}
donde RT denota la matriz transpuesta de R e I es la matriz identidad de 3 × 3. Las matrices para las que se mantiene esta propiedad se llaman matrices ortogonales. El grupo de todas las matrices ortogonales 3 × 3 se denota como O(3), y consta de todas las rotaciones propias e impropias.
Además de preservar la longitud, las rotaciones propias también deben preservar la orientación. Una matriz conservará o invertirá la orientación según si el determinante de la matriz es positivo o negativo. Para una matriz ortogonal R, se debe tener en cuenta que det RT = det R implica (det R)2 = 1, por lo que det R = ±1. El subgrupo de matrices ortogonales con determinante +1 se llama el "grupo ortogonal especial", denotado por SO(3).
Por lo tanto, cada rotación puede representarse de manera única mediante una matriz ortogonal con un determinante unitario. Además, dado que la composición de las rotaciones se corresponde con la multiplicación de matrices, el grupo de rotación es un isomorfismo con respecto al grupo ortogonal especial SO(3).
Las rotaciones impropias corresponden a matrices ortogonales con determinante −1, y no forman un grupo porque el producto de dos rotaciones impropias es una rotación propia.

## Estructura del grupo
El grupo de rotación es un grupo bajo la composición de giros (o equivalente al producto de transformaciones lineales). Es un subgrupo del grupo lineal general que consiste en todas las transformaciones lineales invertibles del espacio real tridimensional R3.
Además, el grupo de rotación es no abeliano. Es decir, el orden en que se componen las rotaciones altera el resultado obtenido. Por ejemplo, un cuarto de vuelta alrededor del eje positivo x seguido de un cuarto de vuelta alrededor del eje positivo y es una rotación diferente a la obtenida girando primero alrededor de y y luego respecto a X.
El grupo ortogonal, que consta de todas las rotaciones propias e impropias, se genera mediante reflexiones. Cada rotación propia es la composición de dos reflexiones, un caso especial del teorema de Cartan-Dieudonné.

## Eje de rotación
Cada rotación propia no trivial en 3 dimensiones fija un subespacio vectorial unidimensional único de R3 que se denomina eje de rotación (de acuerdo con el teorema de rotación de Euler). Cada rotación de este tipo actúa como una rotación bidimensional normal en el plano ortogonal a este eje. Dado que cada rotación bidimensional se puede representar mediante un ángulo φ, una rotación tridimensional arbitraria se puede especificar mediante un eje de rotación junto con un ángulo de rotación sobre este eje (técnicamente, se necesita especificar una orientación para el eje y si se considera que la rotación es en el sentido del reloj o en sentido contrario con respecto a esta orientación).
Por ejemplo, la rotación en sentido contrario a las agujas del reloj sobre el eje positivo z - por el ángulo φ viene dada por
{\displaystyle R_{z}(\varphi )={\begin{bmatrix}\cos \varphi &-\sin \varphi &0\\\sin \varphi &\cos \varphi &0\\0&0&1\end{bmatrix}}.}
Dado un vector unitario n en R 3 y un ángulo φ, R(φ, n) representa una rotación en sentido contrario a las agujas del reloj alrededor del eje n (con orientación determinada por el propio n). Entonces
- R (0, n) es la transformación identidad para cualquier n
- R (φ, n) = R (- φ, -n)
- R (π + φ, n) = R (π-φ, -n).

Usando estas propiedades, se puede mostrar que cualquier rotación se puede representar mediante un ángulo único φ en el rango 0 ≤ φ ≤ π y un vector unitario n tal que
- n es arbitrario si φ = 0
- n es único si 0 < φ < π
- n es único excepto en el signo si φ = π (es decir, las rotaciones R(π, ± n) son idénticas).

En la siguiente sección, esta notación de rotaciones se utiliza para identificar SO(3) topológicamente con el espacio proyectivo real tridimensional.

## Topología
El grupo de Lie SO(3) es difeomórfico con respecto al espacio proyectivo real RP3.
Considérese la bola sólida en R3 de radio Π (es decir, todos los puntos de R3 de distancia Π o menos desde el origen). Entonces, para cada punto en esta bola hay una rotación, con un eje a través del punto y el origen, y un ángulo de rotación igual a la distancia al punto desde el origen. La rotación identidad corresponde al punto en el centro de la bola. La rotación a través de los ángulos entre 0 y −Π corresponde al punto en el mismo eje y la distancia desde el origen pero en el lado opuesto del origen. El único problema que queda es que las dos rotaciones a través de Π y a través de −Π son las mismas. Para evitar este problema, se identifican (o se pegan juntos) estos dos puntos antipodales en la superficie de la bola. Después de esta identificación, se llega a un espacio topológico homeomorfo con el grupo de rotación.
De hecho, la bola con puntos de superficie antípodales identificados es una variedad diferenciable, y esta variedad es difeomórfica respecto al grupo de rotación. También es difeomórfico con respecto al espacio proyectivo real tridimensional RP3, por lo que este último también puede servir como un modelo topológico para el grupo de rotación.
Estas identificaciones ilustran que SO(3) está conectado pero no que no es un conjunto simplemente conexo. En cuanto a esto último, en la bola con los puntos de superficie antípodales identificados, considérese el camino que va desde el polo norte directamente desde el interior hacia el polo sur. Este es un circuito cerrado, ya que el polo norte y el polo sur están identificados. Este bucle no puede reducirse a un punto, ya que no importa cómo se deforme el bucle, el punto de inicio y final deben permanecer como antípodas o, de lo contrario, el bucle se abriría. En términos de rotaciones, este bucle representa una secuencia continua de rotaciones sobre el eje z, que comienza y termina en la rotación identidad (es decir, una serie de rotaciones a través de un ángulo φ donde se ejecuta φ de 0 a 2Π).
Sorprendentemente, si se recorre la trayectoria dos veces, es decir, si se recorre desde el polo norte hacia el polo sur, se salta de regreso al polo norte (utilizando el hecho de que los polos norte y sur están identificados), y luego se vuelve a recorrer desde el polo norte hacia el polo sur, para que φ gire de 0 a 4Π, se obtiene un bucle cerrado que puede reducirse a un solo punto: primero se desplazan las trayectorias continuamente hacia la superficie de la bola, conectando el polo norte al polo sur dos veces. La segunda mitad del trayecto se puede reflejar en el lado antipodal sin cambiarlo en absoluto. Ahora se tiene un circuito cerrado ordinario en la superficie de la bola, que conecta el polo norte a sí mismo mediante un círculo máximo. Este círculo puede reducirse al polo norte sin problemas. El truco del plato y trucos similares lo demuestran en la práctica.
El mismo argumento se puede utilizar en general, y demuestra que el grupo fundamental de SO(3) es un grupo cíclico de orden 2. Cuando se aplica en física, la no trivialidad del grupo fundamental permite la existencia de objetos conocidos como espinores, una herramienta importante en el desarrollo del teorema de la estadística del espín.
El espacio que recubre SO(3) es un grupo de Lie llamado Spin(3). El grupo Spin (3) es isomorfo con el grupo unitario especial SU(2); también es difeomórfico con la 3-esfera unidad S3 y puede entenderse como el grupo de versores (cuaterniones con valor absoluto 1). La conexión entre cuaterniones y rotaciones, comúnmente explotada en computación gráfica, se explica en el artículo cuaterniones y rotación en el espacio. La aplicación de S3 en SO(3) que identifica los puntos antípodas de S3 es un homomorfismo sobreyectivo de grupos de Lie, con núcleo {± 1}. Topológicamente, esta aplicación es un espacio de recubrimiento de dos a uno (véase truco del plato).

## Conexión entre SO(3) y SU(2)
En esta sección se muestran dos construcciones diferentes de una función sobreyectiva de SU(2) dos a uno; y de un homomorfismo de SU(2) sobre SO(3).

### Usando cuaterniones de norma unidad
El grupo SU(2) es isomórfico con respecto a los cuaterniones de norma unidad a través de una aplicación dada por
{\displaystyle q=a\mathbf {1} +b\mathbf {i} +c\mathbf {j} +d\mathbf {k} =\alpha +j\beta \leftrightarrow {\begin{bmatrix}\alpha &-{\overline {\beta }}\\\beta &{\overline {\alpha }}\end{bmatrix}}=U,\quad q\in \mathbb {H} ,\quad a,b,c,d\in \mathbb {R} ,\quad \alpha ,\beta \in \mathbb {C} ,\quad U\in \mathrm {SU} (2).}
Identifíquese ahora {\displaystyle \mathbb {R} ^{3}} con el subespacio generado por {\displaystyle \mathbf {i} ,\mathbf {j} ,\mathbf {k} }. Entonces se puede verificar que si {\displaystyle v} está en {\displaystyle \mathbb {R} ^{3}} y {\displaystyle q} es un cuaternión unidad, entonces
{\displaystyle qvq^{-1}\in \mathbb {R} ^{3}}.
Además, la aplicación {\displaystyle v\mapsto qvq^{-1}} es una rotación de {\displaystyle \mathbb {R} ^{3}}, y {\displaystyle (-q)v(-q)^{-1}} equivale a {\displaystyle qvq^{-1}}. Esto significa que hay un homomorfismo 2:1 de cuaterniones de norma unidad con respecto a SO(3).
Se puede resolver este homomorfismo explícitamente: el cuaternión unidad, q, con
{\displaystyle {\begin{aligned}q&{}=w+\mathbf {i} x+\mathbf {j} y+\mathbf {k} z,\\1&{}=w^{2}+x^{2}+y^{2}+z^{2},\end{aligned}}}
se asigna a la matriz de rotación
{\displaystyle Q={\begin{bmatrix}1-2y^{2}-2z^{2}&2xy-2zw&2xz+2yw\\2xy+2zw&1-2x^{2}-2z^{2}&2yz-2xw\\2xz-2yw&2yz+2xw&1-2x^{2}-2y^{2}\end{bmatrix}}.}
Esta es una rotación alrededor del vector (x,y,z) según un ángulo 2θ, donde cos θ = w y |sin θ| = ||(x,y,z)||. El signo adecuado para sin θ está implícito, una vez que los signos de los componentes del eje son fijos. La naturaleza 2:1 es aparente, ya que tanto q como −q se asignan al mismo Q.

### Usando las transformaciones de Möbius

Proyección estereográfica desde la esfera de radio 1/2 desde el polo norte (x, y, z) = (0, 0, 1/2) sobre el plano M dado por z = −1/2 según las coordenadas (ξ, η), mostrada en sección transversal

La referencia general para esta sección es Gelfand, Minlos y Shapiro (1963). Los puntos P en la esfera S = {(x, y, z) ∈ ℝ3: x2 + y2 + z2 = 14} pueden, a excepción del polo norte N, colocarse en una biyección uno a uno con los puntos S(P) = P´ en el plano M definido por z = −12 (véase la figura adjunta). La aplicación S se llama proyección estereográfica.
Denominando a las coordenadas en M como (ξ, η), la recta L que pasa por N y P se puede parametrizar como
{\displaystyle L(t)=N+t(N-P)=(0,0,1/2)+t((0,0,1/2)-(x,y,z)),\quad t\in \mathbb {R} .}
Exigiendo que la coordenada z de {\displaystyle L(t_{0})} sea igual a −12, se tiene que {\displaystyle t_{0}={\frac {1}{z-{\frac {1}{2}}}}}.
Entonces, {\displaystyle L(t_{0})=(\xi ,\eta ,-1/2)}.
De ahí que la aplicación
{\displaystyle S:\mathbf {S} \rightarrow M;\qquad P\mapsto P'}
esté dada por
{\displaystyle (x,y,z)\mapsto (\xi ,\eta )=\left({\frac {x}{{\frac {1}{2}}-z}},{\frac {y}{{\frac {1}{2}}-z}}\right)\equiv \zeta =\xi +i\eta ,}
donde, para mayor comodidad, el plano M se identifica con el plano complejo ℂ.
Para la aplicación inversa, considerando L como
{\displaystyle L=N+s(P'-N)=\left(0,0,{\frac {1}{2}}\right)+s\left(\left(\xi ,\eta ,-{\frac {1}{2}}\right)-\left(0,0,{\frac {1}{2}}\right)\right),}
e imponiendo que x2 + y2 + z2 = 14 para encontrar s = 11 + ξ2 + η2, y por lo tanto
{\displaystyle S^{-1}:M\rightarrow \mathbf {S} ;\qquad P'\mapsto P;\qquad (\xi ,\eta )\mapsto (x,y,z)=\left({\frac {\xi }{1+\xi ^{2}+\eta ^{2}}},{\frac {\eta }{1+\xi ^{2}+\eta ^{2}}},{\frac {-1+\xi ^{2}+\eta ^{2}}{2+2\xi ^{2}+2\eta ^{2}}}\right).}
Si g ∈ SO(3) es una rotación, entonces relacionará puntos en S con puntos en S por su acción estándar Πs(g) en el espacio de incrustación ℝ3. Al componer esta acción con S se obtiene una transformación S ∘ Πs(g) ∘ S−1 de M,
{\displaystyle \zeta =P'\quad \mapsto \quad P\quad \mapsto \quad \Pi _{s}(g)P=gP\quad \mapsto \quad S(gP)\equiv \Pi _{u}(g)\zeta =\zeta '.}
Por lo tanto, Πu(g) es una transformación de ℂ asociada a la transformación Πs(g) de ℝ3.
Resulta que g ∈ SO(3) representado de esta manera por Πu(g) puede expresarse como una matriz Πu(g) ∈ SU(2) (donde la notación se modifica para usar el mismo nombre para la matriz que para la transformación de ℂ que representa). Para identificar esta matriz, considérese primero una rotación gφ sobre el eje z a través de un ángulo φ,
{\displaystyle {\begin{aligned}x'&=x\cos \varphi -y\sin \varphi ,\\y'&=x\sin \varphi +y\cos \varphi ,\\z'&=z.\end{aligned}}}
Por lo tanto
{\displaystyle \zeta '={\frac {x'+iy'}{{\frac {1}{2}}-z'}}={\frac {e^{i\varphi }(x+iy)}{{\frac {1}{2}}-z}}=e^{i\varphi }\zeta ={\frac {e^{\frac {i\varphi }{2}}\zeta +0}{0\zeta +e^{-{\frac {i\varphi }{2}}}}},}
que, como era de esperar, es una rotación en el plano complejo. De manera análoga, si gθ es una rotación sobre el eje x a través de θ y su ángulo, entonces
{\displaystyle w'=e^{i\theta }w,\quad w={\frac {y+iz}{{\frac {1}{2}}-x}},}
que, después de un poco de álgebra, se convierte en
{\displaystyle \zeta '={\frac {\cos {\frac {\theta }{2}}\zeta +i\sin {\frac {\theta }{2}}}{i\sin {\frac {\theta }{2}}\zeta +\cos {\frac {\theta }{2}}}}.}
Estas dos rotaciones, gφ, gθ, corresponden a transformaciones bilineales de ℝ2 ≃ ℂ ≃ M, es decir, son ejemplos de transformaciones de Möbius.
Una transformación general de Möbius está dada por
{\displaystyle \zeta '={\frac {\alpha \zeta +\beta }{\gamma \zeta +\delta }},\quad \alpha \delta -\beta \gamma \neq 0.}.
Las rotaciones, gφ, gθ generan todo SO(3) y las reglas de composición de las transformaciones de Möbius muestran que cualquier composición de gφ, gθ se traduce a la composición correspondiente de las transformaciones de Möbius. Las transformaciones de Möbius se pueden representar mediante matrices.
{\displaystyle \left({\begin{matrix}\alpha &\beta \\\gamma &\delta \end{matrix}}\right),\quad \quad \alpha \delta -\beta \gamma =1,}
ya que un factor común de α, β, γ, δ se cancela.
Por la misma razón, la matriz no está definida de manera única ya que la multiplicación por −I no tiene efecto ni en el determinante ni en la transformación de Möbius. La ley de composición de las transformaciones de Möbius sigue la de las matrices correspondientes. La conclusión es que cada transformación de Möbius corresponde a dos matrices g, −g ∈ SL(2, ℂ).
Usando esta correspondencia, se puede escribir
{\displaystyle {\begin{aligned}\Pi _{u}(g_{\varphi })&=\Pi _{u}\left[\left({\begin{matrix}\cos \varphi &-\sin \varphi &0\\\sin \varphi &\cos \varphi &0\\0&0&1\end{matrix}}\right)\right]=\pm \left({\begin{matrix}e^{i{\frac {\varphi }{2}}}&0\\0&e^{-i{\frac {\varphi }{2}}}\end{matrix}}\right),\\\Pi _{u}(g_{\theta })&=\Pi _{u}\left[\left({\begin{matrix}1&0&0\\0&\cos \theta &-\sin \theta \\0&\sin \theta &\cos \theta \end{matrix}}\right)\right]=\pm \left({\begin{matrix}\cos {\frac {\theta }{2}}&i\sin {\frac {\theta }{2}}\\i\sin {\frac {\theta }{2}}&\cos {\frac {\theta }{2}}\end{matrix}}\right).\end{aligned}}}
Estas matrices son unitarias y por lo tanto Πu(SO(3)) ⊂ SU(2) ⊂ SL(2, ℂ). En términos de los ángulos de Euler se encuentra para una rotación general que
| {\displaystyle {\begin{aligned}g(\varphi ,\theta ,\psi )&=g_{\varphi }g_{\theta }g_{\psi }=\left({\begin{matrix}\cos \varphi &-\sin \varphi &0\\\sin \varphi &\cos \varphi &0\\0&0&1\end{matrix}}\right)\left({\begin{matrix}1&0&0\\0&\cos \theta &-\sin \theta \\0&\sin \theta &\cos \theta \end{matrix}}\right)\left({\begin{matrix}\cos \psi &-\sin \psi &0\\\sin \psi &\cos \psi &0\\0&0&1\end{matrix}}\right)\\&=\left({\begin{matrix}\cos \varphi \cos \psi -\cos \theta \sin \varphi \sin \psi &-\cos \varphi \sin \psi -\cos \theta \sin \varphi \cos \psi &\sin \varphi \sin \theta \\\sin \varphi \cos \psi +\cos \theta \cos \varphi \sin \psi &-\sin \varphi \sin \psi +\cos \theta \cos \varphi \cos \psi &-\cos \varphi \sin \theta \\\sin \psi \sin \theta &\cos \psi \sin \theta &\cos \theta \end{matrix}}\right),\end{aligned}}} | \| \| \| \| \| \| \| \| | (1) |
| |                         |     |
| |                         |     |

y se tiene que
| {\displaystyle {\begin{aligned}\Pi _{u}(g(\varphi ,\theta ,\psi ))&=\pm \left({\begin{matrix}e^{i{\frac {\varphi }{2}}}&0\\0&e^{-i{\frac {\varphi }{2}}}\end{matrix}}\right)\left({\begin{matrix}\cos {\frac {\theta }{2}}&i\sin {\frac {\theta }{2}}\\i\sin {\frac {\theta }{2}}&\cos {\frac {\theta }{2}}\end{matrix}}\right)\left({\begin{matrix}e^{i{\frac {\psi }{2}}}&0\\0&e^{-i{\frac {\psi }{2}}}\end{matrix}}\right)\\&=\pm \left({\begin{matrix}\cos {\frac {\theta }{2}}e^{i{\frac {\varphi +\psi }{2}}}&i\sin {\frac {\theta }{2}}e^{i{\frac {\varphi -\psi }{2}}}\\i\sin {\frac {\theta }{2}}e^{-i{\frac {\varphi -\psi }{2}}}&\cos {\frac {\theta }{2}}e^{-i{\frac {\varphi +\psi }{2}}}\end{matrix}}\right).\end{aligned}}} | \| \| \| \| \| \| \| \| | (2) |
| |                         |     |
| |                         |     |

Para el proceso contrario, considérese una matriz general
{\displaystyle \pm \Pi _{u}(g_{\alpha ,\beta })=\pm \left({\begin{matrix}\alpha &\beta \\-{\overline {\beta }}&{\overline {\alpha }}\end{matrix}}\right)\in \mathrm {SU} (2).}
Haciendo las sustituciones
{\displaystyle {\begin{aligned}\cos {\frac {\theta }{2}}&=|\alpha |,\quad \sin {\frac {\theta }{2}}=|\beta |,\quad (0\leq \theta \leq \pi ),\\{\frac {\varphi +\psi }{2}}&=\arg \alpha ,\quad {\frac {\psi -\varphi }{2}}=\arg \beta .\end{aligned}}}
Con las sustituciones, Π(gα, β) se asume la forma del lado derecho de la (2), que corresponde bajo Πu a una matriz en la forma del lado derecho de la (1) con el mismo φ, θ, ψ. En términos de los parámetros complejos α, β,
{\displaystyle g_{\alpha ,\beta }=\left({\begin{matrix}{\frac {1}{2}}(\alpha ^{2}-\beta ^{2}+{\overline {\alpha ^{2}}}-{\overline {\beta ^{2}}})&{\frac {i}{2}}(-\alpha ^{2}-\beta ^{2}+{\overline {\alpha ^{2}}}+{\overline {\beta ^{2}}})&-\alpha \beta -{\overline {\alpha }}{\overline {\beta }}\\{\frac {i}{2}}(\alpha ^{2}-\beta ^{2}-{\overline {\alpha ^{2}}}+{\overline {\beta ^{2}}})&{\frac {1}{2}}(\alpha ^{2}+\beta ^{2}+{\overline {\alpha ^{2}}}+{\overline {\beta ^{2}}})&-i(+\alpha \beta -{\overline {\alpha }}{\overline {\beta }})\\\alpha {\overline {\beta }}+{\overline {\alpha }}\beta &i(-\alpha {\overline {\beta }}+{\overline {\alpha }}\beta )&\alpha {\overline {\alpha }}-\beta {\overline {\beta }}\end{matrix}}\right).}
Para verificar este resultado, se sustituyen por α. β los elementos de la matriz en el lado derecho de la (2). Después de alguna manipulación, la matriz asume la forma del lado derecho de la (1).
De forma explícita, en términos de los ángulos de Euler, queda claro que la aplicación p:SU(2) → SO(3);Πu(±gαβ) ↦ gαβ que se acaba de describir es un homomorfismo de grupos de relación 2:1 y diferenciable. Por lo tanto, es una descripción explícita del recubrimiento universal de SO(3) sobre el grupo de recubrimiento universal SU(2).

## Álgebra de Lie
Asociado con cada grupo de Lie está su álgebra de Lie, un espacio lineal de la misma dimensión que el grupo de Lie, cerrado bajo un producto alternativo bilineal. El álgebra de Lie de SO(3) se denota por so(3)
y consta de todas las matrices antisimétricas de orden 3 × 3. Esto se puede ver al deducir la condición de ortogonalidad, ATA = I, A ∈ SO(3). Los corchetes del álgebra de Lie de dos elementos de so(3), como para el álgebra de Lie de cada grupo de matrices, viene dado por el conmutador de matrices, [A1, A2] = A1A2 − A2A1, que es nuevamente una matriz antisimétrica. El soporte del álgebra de Lie captura la esencia del producto del grupo de Lie en un sentido preciso por la fórmula de Baker-Campbell-Hausdorff.
Los elementos de so(3) son los generadores infinitesimales de rotaciones, es decir, son los elementos del espacio tangente de la variedad SO(3) en el elemento de identidad. Si R (φ, n) denota una rotación a la izquierda con un ángulo sobre el eje especificado por el vector unitario n, entonces
{\displaystyle \left.{\operatorname {d}  \over \operatorname {d} \varphi }\right|_{\varphi =0}R(\varphi ,{\boldsymbol {n}}){\boldsymbol {x}}={\boldsymbol {n}}\times {\boldsymbol {x}}}
para cada vector x en R3.
Esto se puede usar para mostrar que el álgebra de Lie so(3) (con el conmutador) es isomorfa al álgebra de Lie R3 (con producto vectorial). Bajo este isomorfismo, un vector de Euler {\displaystyle {\boldsymbol {\omega }}\in \mathbb {R} ^{3}} se corresponde a la aplicación lineal {\displaystyle \mathbf {\tilde {\omega }} } definida por {\displaystyle \mathbf {\tilde {\omega }} ({\boldsymbol {x}})={\boldsymbol {\omega }}\times {\boldsymbol {x}}}.
Más detalladamente, una base adecuada para so(3) como un espacio vectorial 3-dimensional es
{\displaystyle L_{\mathbf {x} }={\begin{bmatrix}0&0&0\\0&0&-1\\0&1&0\end{bmatrix}},\quad L_{\mathbf {y} }={\begin{bmatrix}0&0&1\\0&0&0\\-1&0&0\end{bmatrix}},\quad L_{\mathbf {z} }={\begin{bmatrix}0&-1&0\\1&0&0\\0&0&0\end{bmatrix}}.}
Los conmutadores de estos elementos base son,
{\displaystyle [L_{\mathbf {x} },L_{\mathbf {y} }]=L_{\mathbf {z} },\quad [L_{\mathbf {z} },L_{\mathbf {x} }]=L_{\mathbf {y} },\quad [L_{\mathbf {y} },L_{\mathbf {z} }]=L_{\mathbf {x} }}
que concuerdan con las relaciones de los tres vectores unidad estándar de R3 bajo el producto cruzado.
Como se anunció anteriormente, se puede identificar cualquier matriz en este álgebra de Lie con un vector de Euler en ℝ3,
{\displaystyle {\begin{aligned}{\boldsymbol {\omega }}&=(x,y,z)\in \mathbb {R} ^{3},\\{\boldsymbol {\tilde {\omega }}}&={\boldsymbol {\omega \cdot L}}=xL_{\mathbf {x} }+yL_{\mathbf {y} }+zL_{\mathbf {z} }={\begin{bmatrix}0&-z&y\\z&0&-x\\-y&x&0\end{bmatrix}}\in {\mathfrak {so}}(3).\end{aligned}}}
Esta identificación a veces se denomina aplicación sombrero. Bajo esta identificación, el corchete so(3) corresponde en ℝ3 al producto vectorial,
{\displaystyle [{\tilde {\mathbf {u} }},{\tilde {\mathbf {v} }}]={\widetilde {\mathbf {u} \!\times \!\mathbf {v} }}.}
La matriz identificada con un vector u tiene la propiedad de que
{\displaystyle {\tilde {\mathbf {u} }}\mathbf {v} =\mathbf {u} \times \mathbf {v} ,}
donde la multiplicación de matrices ordinaria está implícita en el lado izquierdo. Esto implica que u está en el núcleo de la matriz antisimétrica con la que se identifica, porque u × u = 0.

### Nota sobre el álgebra de Lie
En la representación de álgebras de Lie, el grupo SO(3) es compacto y simple de rango 1, por lo que tiene un solo elemento de Casimir independiente, una función invariante cuadrática de los tres generadores que conmuta con todos ellos. La fórmula de Killing para el grupo de rotación es solo la delta de Kronecker, y por lo tanto, este invariante de Casimir es simplemente la suma de los cuadrados de los generadores, {\displaystyle J_{x},\,J_{y},\,J_{z}}, del álgebra
{\displaystyle [J_{\mathbf {x} },J_{\mathbf {y} }]=J_{\mathbf {z} },\quad [J_{\mathbf {z} },J_{\mathbf {x} }]=J_{\mathbf {y} },\quad [J_{\mathbf {y} },J_{\mathbf {z} }]=J_{\mathbf {x} }.}
Es decir, el invariante de Casimir está dado por
{\displaystyle J^{2}\equiv {\boldsymbol {J\cdot J}}=J_{x}^{2}+J_{y}^{2}+J_{z}^{2}\propto I~.}
Para las representaciones de Dj irreducible unitario, los valores propios de este invariante son reales y discretos, y caracterizan cada representación, que es una dimensión finita, de dimensión 2j + 1. Es decir, los valores propios de este operador de Casimir son
{\displaystyle J^{2}=-j(j+1)~I_{2j+1}~,}
donde j es un número entero o medio entero, y se conoce como espín o momento angular.
Por lo tanto, los generadores de 3 × 3 L mostrados actúan sobre la representación del triplete (giro 1), mientras que los de 2 × 2 (t) actúan sobre la representación del doblete (spin-½). Al tomar los productos de Kronecker de D1/2 consigo mismo repetidamente, se pueden construir todas las representaciones irreducibles más altas de Dj. Es decir, los generadores resultantes para sistemas de espín superiores en tres dimensiones espaciales, para j arbitrariamente grande, se pueden calcular utilizando estos espines y operadores escalera.
Para cada una de las representaciones irreducibles Dj hay una equivalente, D−j−1. Todas las representaciones irreducibles de dimensión infinita deben ser no unitarias, ya que el grupo es compacto.
En mecánica cuántica, el invariante de Casimir es el operador momento angular-al cuadrado; los valores enteros del giro j caracterizan la representación bosónica, mientras que los valores de medio entero caracterizan la representación de los fermiones, respectivamente. Las matrices antihermíticas utilizadas anteriormente se emplean para definir espines después de ser multiplicadas por i, pasando a ser hermíticas (como las matrices de Pauli). Así, en esta notación,
{\displaystyle [J_{\mathbf {x} },J_{\mathbf {y} }]=iJ_{\mathbf {z} },\quad [J_{\mathbf {z} },J_{\mathbf {x} }]=iJ_{\mathbf {y} },\quad [J_{\mathbf {y} },J_{\mathbf {z} }]=iJ_{\mathbf {x} }.}
y por lo tanto
{\displaystyle J^{2}=j(j+1)~I_{2j+1}~.}
Las expresiones explícitas para estos Dj son,
{\displaystyle {\begin{aligned}\left(J_{z}^{(j)}\right)_{ba}&=(j+1-a)~\delta _{b,a}\\\left(J_{x}^{(j)}\right)_{ba}&={\frac {1}{2}}(\delta _{b,a+1}+\delta _{b+1,a}){\sqrt {(j+1)(a+b-1)-ab}}\\\left(J_{y}^{(j)}\right)_{ba}&={\frac {1}{2i}}(\delta _{b,a+1}-\delta _{b+1,a}){\sqrt {(j+1)(a+b-1)-ab}}\\&1\leq a,b\leq 2j+1~,\end{aligned}}}
para j arbitrario.
Por ejemplo, las matrices de espín resultantes para el espín 1, espín 32 y espín 52 son:
Para {\displaystyle j=1}
{\displaystyle {\begin{aligned}J_{x}&={\frac {1}{\sqrt {2}}}{\begin{pmatrix}0&1&0\\1&0&1\\0&1&0\end{pmatrix}}\\J_{y}&={\frac {1}{\sqrt {2}}}{\begin{pmatrix}0&-i&0\\i&0&-i\\0&i&0\end{pmatrix}}\\J_{z}&={\begin{pmatrix}1&0&0\\0&0&0\\0&0&-1\end{pmatrix}}\end{aligned}}}
(Téngase en cuenta, sin embargo, cómo estas expresiones figuran en una base equivalente, pero diferente, la base esférica, que las i L anteriores en la base cartesiana.)
Para {\displaystyle j=\textstyle {\frac {3}{2}}}:
{\displaystyle {\begin{aligned}J_{x}&={\frac {1}{2}}{\begin{pmatrix}0&{\sqrt {3}}&0&0\\{\sqrt {3}}&0&2&0\\0&2&0&{\sqrt {3}}\\0&0&{\sqrt {3}}&0\end{pmatrix}}\\J_{y}&={\frac {1}{2}}{\begin{pmatrix}0&-i{\sqrt {3}}&0&0\\i{\sqrt {3}}&0&-2i&0\\0&2i&0&-i{\sqrt {3}}\\0&0&i{\sqrt {3}}&0\end{pmatrix}}\\J_{z}&={\frac {1}{2}}{\begin{pmatrix}3&0&0&0\\0&1&0&0\\0&0&-1&0\\0&0&0&-3\end{pmatrix}}.\end{aligned}}}
Para {\displaystyle j=\textstyle {\frac {5}{2}}}:
{\displaystyle {\begin{aligned}J_{x}&={\frac {1}{2}}{\begin{pmatrix}0&{\sqrt {5}}&0&0&0&0\\{\sqrt {5}}&0&2{\sqrt {2}}&0&0&0\\0&2{\sqrt {2}}&0&3&0&0\\0&0&3&0&2{\sqrt {2}}&0\\0&0&0&2{\sqrt {2}}&0&{\sqrt {5}}\\0&0&0&0&{\sqrt {5}}&0\end{pmatrix}}\\J_{y}&={\frac {1}{2}}{\begin{pmatrix}0&-i{\sqrt {5}}&0&0&0&0\\i{\sqrt {5}}&0&-2i{\sqrt {2}}&0&0&0\\0&2i{\sqrt {2}}&0&-3i&0&0\\0&0&3i&0&-2i{\sqrt {2}}&0\\0&0&0&2i{\sqrt {2}}&0&-i{\sqrt {5}}\\0&0&0&0&i{\sqrt {5}}&0\end{pmatrix}}\\J_{z}&={\frac {1}{2}}{\begin{pmatrix}5&0&0&0&0&0\\0&3&0&0&0&0\\0&0&1&0&0&0\\0&0&0&-1&0&0\\0&0&0&0&-3&0\\0&0&0&0&0&-5\end{pmatrix}}.\end{aligned}}}
y así sucesivamente.

### Isomorfismo con su(2)
Las álgebras de Lie so(3) y su(2) son isomorfas. Una base para su(2) está dada por
{\displaystyle t_{1}={\frac {1}{2}}{\begin{bmatrix}0&-i\\-i&0\end{bmatrix}},\quad t_{2}={\frac {1}{2}}{\begin{bmatrix}0&-1\\1&0\end{bmatrix}},\quad t_{3}={\frac {1}{2}}{\begin{bmatrix}-i&0\\0&i\end{bmatrix}}.}
Estas expresiones están relacionadas con las matrices de Pauli por ti ↔ 12iσi. Las matrices de Pauli se ajustan a la convención de la física para las álgebras de Lie. En esa convención, los elementos del álgebra de Lie se multiplican por i, la aplicación exponencial (véase más adelante) se define con un factor extra de i en el exponente y las constantes de estructura siguen siendo las mismas, pero su definición adquiere un factor de i. Asimismo, las relaciones de conmutación adquieren un factor de i. Las relaciones de conmutación para ti son
{\displaystyle [t_{i},t_{j}]=\varepsilon _{ijk}t_{k},}
donde εijk es el símbolo totalmente antisimétrico con ε123 = 1. El isomorfismo entre so(3) y su(2) se puede configurar de varias maneras. Para mayor simplicidad, so(3) y su(2) se identifican mediante una aplicación
{\displaystyle L_{x}\leftrightarrow t_{1},\quad L_{y}\leftrightarrow t_{2},\quad L_{z}\leftrightarrow t_{3},}
extendiéndose por la linealidad.

## Aplicación exponencial
La aplicación exponencial para SO(3), ya que SO(3) es un grupo de Lie matricial, es definida utilizando la serie exponencial de una matriz estándar,
{\displaystyle \exp \colon {\mathfrak {so}}(3)\to SO(3);\quad A\mapsto e^{A}=\sum _{k=0}^{\infty }{\frac {1}{k!}}A^{k}=I+A+{\tfrac {1}{2}}A^{2}+\cdots .}
Para cualquier matriz antisimétrica A ∈ so(3),  eA está siempre en SO(3). La prueba utiliza las propiedades elementales de la matriz exponencial
{\displaystyle (e^{A})^{T}e^{A}=e^{A^{T}}e^{A}=e^{A^{T}+A}=e^{-A+A}=e^{A-A}=e^{A}(e^{A})^{T}=e^{0}=I.}
ya que las matrices  A  y  AT  conmutan. Esto se puede probar fácilmente con la condición de matriz antisimétrica, pero no es suficiente para demostrar que so(3) es el álgebra de Lie correspondiente para SO(3), lo que se probará por separado.
El nivel de dificultad de la prueba depende de cómo se define el álgebra de Lie del grupo matricial.Hall (2003) define el álgebra de Lie como el conjunto de matrices A ∈ Mn(ℝ)| etA ∈ SO(3) ∀t, en cuyo caso la demostración es trivial.Rossmann (2002) utiliza una definición derivada de segmentos de curvas suaves en SO(3), con la identidad considerada sobre sí misma, en cuyo caso es más difícil.
Para un A ≠ 0 fijo, etA, −∞ < t < ∞ es un grupo uniparamétrico sobre una geodésica en SO(3). Que se genera un subgrupo uniparamétrico se sigue directamente de las propiedades de la aplicación exponencial.
La aplicación exponencial proporciona un difeomorfismo entre un vecindario del origen en so(3) y un vecindario de la identidad en SO(3) (consúltese el teorema del subgrupo cerrado).
La aplicación exponencial es una función sobreyectiva. Esto se deduce del hecho de que cada R ∈ SO(3), ya que cada rotación deja un eje fijo (según el teorema de rotación de Euler), y se conjuga con una matriz diagonal en bloque de la forma
{\displaystyle D=\left({\begin{matrix}\cos \theta &-\sin \theta &0\\\sin \theta &\cos \theta &0\\0&0&1\end{matrix}}\right)=e^{\theta L_{z}},}
tal que A = BDB−1, y que
{\displaystyle Be^{\theta L_{z}}B^{-1}=e^{B\theta L_{z}B^{-1}},}
junto con el hecho de que so(3) está cerrado bajo la acción adjunta de SO(3), lo que significa que BθLzB−1 ∈ so(3).
Por lo tanto, por ejemplo, es fácil verificar la conocida identidad
{\displaystyle e^{-\pi L_{x}/2}~e^{\theta L_{z}}~e^{\pi L_{x}/2}=e^{\theta L_{y}}~.}
Como se muestra arriba, cada elemento A ∈ so(3) está asociado con un vector ω = θ u, donde u = (x,y,z) es un vector de magnitud unitaria. Dado que u está en el espacio nulo de A, si se gira a una nueva base, a través de alguna otra matriz ortogonal O, con u como el eje z, la columna final y la fila de la matriz de rotación en la nueva base estará formada por ceros.
Por lo tanto, se sabe por adelantado de la fórmula para el exponencial matricial que exp(OAOT) debe dejar u fijo. Es matemáticamente imposible proporcionar una fórmula sencilla para una base de este tipo como función de u, porque su existencia violaría el teorema de la bola peluda; pero la exponenciación directa es posible, y se obtiene
{\displaystyle {\begin{aligned}\exp({\tilde {\boldsymbol {\omega }}})&{}=\exp(\theta ~({\boldsymbol {u\cdot L}}))=\exp \left(\theta {\begin{bmatrix}0&-z&y\\z&0&-x\\-y&x&0\end{bmatrix}}\right)\\[4pt]&{}={\boldsymbol {I}}+2cs~({\boldsymbol {u\cdot L}})+2s^{2}~({\boldsymbol {u\cdot L}})^{2}\\[4pt]&{}={\begin{bmatrix}2(x^{2}-1)s^{2}+1&2xys^{2}-2zcs&2xzs^{2}+2ycs\\2xys^{2}+2zcs&2(y^{2}-1)s^{2}+1&2yzs^{2}-2xcs\\2xzs^{2}-2ycs&2yzs^{2}+2xcs&2(z^{2}-1)s^{2}+1\end{bmatrix}},\end{aligned}}}
donde c = cosθ⁄2, s = sinθ⁄2. Esto se reconoce como una matriz para una rotación alrededor del eje u según el ángulo θ (tal como especifica la fórmula de rotación de Rodrigues).

## Aplicación logarítmica
Dado que R ∈ SO(3), entonces
{\displaystyle A={\frac {R-R^{\mathrm {T} }}{2}}}
denota la parte antisimétrica y deja {\displaystyle \|A\|={\sqrt {-{\text{Tr}}(A^{2})/2}}}.
El logaritmo de A está dado por
{\displaystyle \log R={\frac {\sin ^{-1}\|A\|}{\|A\|}}A}
lo que se manifiesta analizando la forma de simetría mixta de la fórmula de Rodrigues,
{\displaystyle e^{X}=I+{\frac {\sin \theta }{\theta }}X+2{\frac {\sin ^{2}{\frac {\theta }{2}}}{\theta ^{2}}}X^{2},\quad \theta =\|X\|,}
donde el primer y último término en el lado derecho son simétricos.

## Fórmula de Baker-Campbell-Hausdorff
Supóngase que se dan X y Y en el álgebra de Lie. Sus exponenciales, exp(X) y exp(Y), son matrices de rotación, que pueden multiplicarse. Dado que la aplicación exponencial es una subyección, para algunos Z en el álgebra de Lie, exp(Z) = exp(X) exp(Y), y se puede escribir provisionalmente que
{\displaystyle Z=C(X,Y),}
para alguna expresión C en X y Y. Cuando exp(X) y exp(Y) conmutan, entonces Z = X + Y, imitando el comportamiento de la exponenciación compleja.
El caso general viene dado por la fórmula de BCH más elaborada, una expansión en serie de corchetes de Lie anidados. Para matrices, el corchete de Lie es la misma operación que el conmutador de dos operadores, que suple la falta de conmutatividad en la multiplicación. Esta expansión general se desarrolla de la siguiente manera,
{\displaystyle Z=C(X,Y)=X+Y+{\tfrac {1}{2}}[X,Y]+{\tfrac {1}{12}}[X,[X,Y]]-{\tfrac {1}{12}}[Y,[X,Y]]+\cdots ~.}
La expansión infinita en la fórmula de BCH para SO(3) se reduce a una forma compacta,
{\displaystyle Z=\alpha X+\beta Y+\gamma [X,Y],}
para coeficientes de función trigonométrica adecuados (α, β, γ).
| Coeficientes trigonométricos |
| Los (α, β, γ) están dados por {\displaystyle \alpha =\varphi \cot(\varphi /2)~\gamma ,\qquad \beta =\theta \cot(\theta /2)~\gamma ,\qquad \gamma ={\frac {\sin ^{-1}d}{d}}{\frac {c}{\theta \varphi }}~~,} donde {\displaystyle {\begin{aligned}c&={\frac {1}{2}}\sin \theta \sin \varphi -2\sin ^{2}{\frac {\theta }{2}}\sin ^{2}{\frac {\varphi }{2}}\cos(\angle (u,v)),\quad a=c\cot(\varphi /2),\quad b=c\cot(\theta /2),\\d&={\sqrt {a^{2}+b^{2}+2ab\cos(\angle (u,v))+c^{2}\sin ^{2}(\angle (u,v))}}~~,\end{aligned}}} para {\displaystyle \theta ={\frac {1}{\sqrt {2}}}\\|X\\|~,\quad \varphi ={\frac {1}{\sqrt {2}}}\\|Y\\|~,\quad \angle (u,v)=\cos ^{-1}{\frac {\langle X,Y\rangle }{\\|X\\|\\|Y\\|}}~.} El producto interno es el producto interno de Hilbert-Schmidt y la norma es la norma asociada. Bajo el sombrero-isomorfismo, {\displaystyle \langle u,v\rangle ={\frac {1}{2}}\operatorname {Tr} X^{\mathrm {T} }Y,} lo que explica los factores para θ y φ. Esto deja fuera la expresión para el ángulo. |

Vale la pena escribir este generador de rotación compuesto como
{\displaystyle \alpha X+\beta Y+\gamma [X,Y]~{\underset {{\mathfrak {so}}(3)}{=}}~X+Y+{\tfrac {1}{2}}[X,Y]+{\tfrac {1}{12}}[X,[X,Y]]-{\tfrac {1}{12}}[Y,[X,Y]]+\cdots ,}
para enfatizar que esta es una identidad del álgebra de Lie.
La identidad anterior se mantiene para todos los representaciones esperables de so(3). El núcleo de un homomorfismo de álgebra de Lie es un ideal, pero so(3), siendo simple, no tiene ideales no triviales y, por lo tanto, todas las representaciones no triviales son fieles. Se mantiene en particular en la representación del doblete o espinor. La misma fórmula explícita se sigue así de una manera más simple a través de las matrices de Pauli (véase matrices de Pauli).
| Caso SU(2) |
| La versión del vector de Pauli de la misma fórmula de BCH es la ley de composición de grupo algo más simple de SU(2), {\displaystyle e^{ia'({\hat {u}}\cdot {\vec {\sigma }})}e^{ib'({\hat {v}}\cdot {\vec {\sigma }})}=\exp \left({\frac {c'}{\sin c'}}\sin a'\sin b'~\left((i\cot b'{\hat {u}}+i\cot a'{\hat {v}})\cdot {\vec {\sigma }}+{\frac {1}{2}}[i{\hat {u}}\cdot {\vec {\sigma }},i{\hat {v}}\cdot {\vec {\sigma }}]\right)\right)~,} donde {\displaystyle \cos c'=\cos a'\cos b'-{\hat {u}}\cdot {\hat {v}}\sin a'\sin b'~,} la ley de los cosenos esférica (téngase en cuenta que a', b' ,c' son ángulos, no como anteriormente a,b,c) Esta expresión posee manifiestamente el mismo formato que la anterior, {\displaystyle Z=\alpha 'X+\beta 'Y+\gamma '[X,Y],} con {\displaystyle X=ia'{\hat {u}}\cdot \mathbf {\sigma } ,\quad Y=ib'{\hat {v}}\cdot \mathbf {\sigma } ~\in {\mathfrak {su}}(2),} así que {\displaystyle {\begin{aligned}\alpha '&={\frac {c'}{\sin c'}}{\frac {\sin a'}{a'}}\cos b'\\\beta '&={\frac {c'}{\sin c'}}{\frac {\sin b'}{b'}}\cos a'\\\gamma '&={\frac {1}{2}}{\frac {c'}{\sin c'}}{\frac {\sin a'}{a'}}{\frac {\sin b'}{b'}}~.\end{aligned}}} Para una normalización uniforme de los generadores en el álgebra de Lie involucrada, las matrices de Pauli se expresan en términos de matrices t, σ →2i t, para que {\displaystyle a'\mapsto -{\frac {\theta }{2}},\quad b'\mapsto -{\frac {\varphi }{2}}.} Para verificar que estos son los mismos coeficientes anteriores, se calculan las relaciones de los coeficientes, {\displaystyle {\begin{aligned}{\frac {\alpha '}{\gamma '}}&={\theta }\cot {\frac {\theta }{2}}&={\frac {\alpha }{\gamma }}\\{\frac {\beta '}{\gamma '}}&=\varphi \cot {\frac {\varphi }{2}}&={\frac {\beta }{\gamma }}~.\end{aligned}}} Finalmente, γ = γ' da la identidad d = sin 2c'. |

Para el caso general de n × n, se podría usar Curtright, Fairlie y Zachos, 2014.
| Caso del cuaternión |
| La formulación en la notación de los cuaterniones de la composición de dos rotaciones RB y RA también produce directamente el eje y el ángulo de la rotación compuesta RC = RBRA. Haciendo que el cuaternión asociado con una rotación espacial R se construya a partir de su eje de rotación S y del ángulo de rotación φ de este eje. El cuaternión asociado está dado por {\displaystyle S=\cos {\frac {\varphi }{2}}+\sin {\frac {\varphi }{2}}\mathbf {S} .} Entonces, la composición de la rotación RR con RA es la rotación RC = RBRA con el eje de rotación y el ángulo definidos por el producto de los cuaterniones {\displaystyle A=\cos {\frac {\alpha }{2}}+\sin {\frac {\alpha }{2}}\mathbf {A} \quad {\text{and}}\quad B=\cos {\frac {\beta }{2}}+\sin {\frac {\beta }{2}}\mathbf {B} ,} es decir {\displaystyle C=\cos {\frac {\gamma }{2}}+\sin {\frac {\gamma }{2}}\mathbf {C} ={\Big (}\cos {\frac {\beta }{2}}+\sin {\frac {\beta }{2}}\mathbf {B} {\Big )}{\Big (}\cos {\frac {\alpha }{2}}+\sin {\frac {\alpha }{2}}\mathbf {A} {\Big )}.} Se expande este producto, para obtener {\displaystyle \cos {\frac {\gamma }{2}}+\sin {\frac {\gamma }{2}}\mathbf {C} ={\Big (}\cos {\frac {\beta }{2}}\cos {\frac {\alpha }{2}}-\sin {\frac {\beta }{2}}\sin {\frac {\alpha }{2}}\mathbf {B} \cdot \mathbf {A} {\Big )}+{\Big (}\sin {\frac {\beta }{2}}\cos {\frac {\alpha }{2}}\mathbf {B} +\sin {\frac {\alpha }{2}}\cos {\frac {\beta }{2}}\mathbf {A} +\sin {\frac {\beta }{2}}\sin {\frac {\alpha }{2}}\mathbf {B} \times \mathbf {A} {\Big )}.} Dividiendo ambos lados de esta ecuación por la identidad, que es la ley de los cosenos esféricos {\displaystyle \cos {\frac {\gamma }{2}}=\cos {\frac {\beta }{2}}\cos {\frac {\alpha }{2}}-\sin {\frac {\beta }{2}}\sin {\frac {\alpha }{2}}\mathbf {B} \cdot \mathbf {A} ,} y computar {\displaystyle \tan {\frac {\gamma }{2}}\mathbf {C} ={\frac {\tan {\frac {\beta }{2}}\mathbf {B} +\tan {\frac {\alpha }{2}}\mathbf {A} +\tan {\frac {\beta }{2}}\tan {\frac {\alpha }{2}}\mathbf {B} \times \mathbf {A} }{1-\tan {\frac {\beta }{2}}\tan {\frac {\alpha }{2}}\mathbf {B} \cdot \mathbf {A} }}.} Esta es la fórmula de Rodrigues para el eje de una rotación compuesta definida en términos de los ejes de las dos rotaciones. Rodrigues dedujo esta fórmula en 1840 (véase la página 408). Los tres ejes de rotación A, B y C forman un triángulo esférico y los ángulos diedros entre los planos formados por los lados de este triángulo están definidos por los ángulos de rotación. |

## Rotaciones infinitesimales
Las matrices en el álgebra de Lie no son en sí mismas rotaciones; las matrices antisimétricas son derivadas. Una rotación diferencial real, o una matriz de rotación infinitesimal tiene la forma
{\displaystyle I+A\,d\theta ~,}
donde dθ es extremadamente pequeño y A ∈ so(3).
Estas matrices no satisfacen todas las mismas propiedades que las matrices de rotación finita ordinarias bajo el tratamiento habitual de los infinitesimales. Para entender lo que esto significa, se considera
{\displaystyle dA_{\mathbf {x} }={\begin{bmatrix}1&0&0\\0&1&-d\theta \\0&d\theta &1\end{bmatrix}}~.}
Primero, pruebe la condición de ortogonalidad, QTQ = I. El producto es
{\displaystyle dA_{\mathbf {x} }^{T}\,dA_{\mathbf {x} }={\begin{bmatrix}1&0&0\\0&1+d\theta ^{2}&0\\0&0&1+d\theta ^{2}\end{bmatrix}},}
diferenciándose de una matriz de identidad por los infinitesimales de segundo orden, descartados aquí. Entonces, para el primer orden, una matriz de rotación infinitesimal es una matriz ortogonal.
Luego, se examina el cuadrado de la matriz,
{\displaystyle dA_{\mathbf {x} }^{2}={\begin{bmatrix}1&0&0\\0&1-d\theta ^{2}&-2d\theta \\0&2\,d\theta &1-d\theta ^{2}\end{bmatrix}}~.}
Nuevamente descartando los efectos de segundo orden, se tiene en cuenta que el ángulo simplemente se duplica. Esto sugiere la diferencia más esencial en el comportamiento, que se puede apreciar con la ayuda de una segunda rotación infinitesimal,
{\displaystyle dA_{\mathbf {y} }={\begin{bmatrix}1&0&d\varphi \\0&1&0\\-d\varphi &0&1\end{bmatrix}}.}
Comparando los productos dAx dAy con dAydAx,
{\displaystyle {\begin{aligned}dA_{\mathbf {x} }\,dA_{\mathbf {y} }&{}={\begin{bmatrix}1&0&d\varphi \\d\theta \,d\varphi &1&-d\theta \\-d\varphi &d\theta &1\end{bmatrix}}\\dA_{\mathbf {y} }\,dA_{\mathbf {x} }&{}={\begin{bmatrix}1&d\theta \,d\varphi &d\varphi \\0&1&-d\theta \\-d\varphi &d\theta &1\end{bmatrix}}.\\\end{aligned}}}
Como {\displaystyle d\theta \,d\varphi } es de segundo orden, se descarta: así, para el primer orden, la multiplicación de matrices de rotación infinitesimal es conmutativa. De hecho,
{\displaystyle dA_{\mathbf {x} }\,dA_{\mathbf {y} }=dA_{\mathbf {y} }\,dA_{\mathbf {x} },\,\!}
de nuevo a primer orden. En otras palabras, el orden en el que se aplican las rotaciones infinitesimales es irrelevante.
Este hecho útil hace que, por ejemplo, la derivación de la rotación del cuerpo rígido sea relativamente simple. Pero siempre se debe tener cuidado de distinguir el tratamiento de primer orden de estas matrices de rotación infinitesimal, de ambas matrices de rotación finita y de los elementos del álgebra de Lie. Al contrastar el comportamiento de las matrices de rotación finitas en la fórmula BCH anterior, con el de matrices de rotación infinitesimal, donde todos los términos del conmutador serán infinitesimales de segundo orden, se encuentra un espacio vectorial esperable. Técnicamente, esta eliminación de cualquier término de segundo orden equivale a una contracción de grupo.

## Formalización de las rotaciones
Se ha visto que hay distintas formas de representar rotaciones:
- Como matrices ortogonales con determinante 1
- Por un eje y un ángulo de rotación
- En el álgebra de cuaterniones con versores y la aplicación sobre una 3-esfera S3 → SO(3) (véase cuaterniones y rotación en el espacio)
- En álgebra geométrica como rotores
- Como una secuencia de tres rotaciones alrededor de tres ejes fijos, según los ángulos de Euler

## Armónicos esféricos
Véase también representaciones de SO(3)
El grupo SO(3) de rotaciones euclídeas tridimensionales tiene una representación de infinitas dimensiones en el espacio de Hilbert
{\displaystyle L^{2}(\mathbf {S} ^{2})=\operatorname {span} \left\{Y_{m}^{\ell },\ell \in \mathbf {N} ^{+},-\ell \leqslant m\leqslant \ell \right\},}
donde {\displaystyle Y_{m}^{\ell }} son armónicos esféricos. Sus elementos son funciones de valor complejo cuadráticas integrables en la esfera. El producto interior en este espacio está dado por
| {\displaystyle \langle f,g\rangle =\int _{\mathbf {S} ^{2}}{\overline {f}}g\,d\Omega =\int _{0}^{2\pi }\int _{0}^{\pi }{\overline {f}}g\sin \theta \,d\theta \,d\varphi .} | \| \| \| \| \| \| \| \| | (H1) |
| |                         |      |
| |                         |      |

Si f es una función integrable cuadrática arbitraria definida en la esfera unitaria S2, entonces puede expresarse como
| {\displaystyle \|f\rangle =\sum _{\ell =1}^{\infty }\sum _{m=-\ell }^{m=\ell }\|Y_{m}^{\ell }\rangle \langle Y_{m}^{\ell }\|f\rangle ,\qquad f(\theta ,\varphi )=\sum _{\ell =1}^{\infty }\sum _{m=-\ell }^{m=\ell }f_{\ell m}Y_{m}^{\ell }(\theta ,\varphi ),} | \| \| \| \| \| \| \| \| | (H2) |
| |                         |      |
| |                         |      |

donde los coeficientes de expansión están dados por
| {\displaystyle f_{\ell m}=\langle Y_{m}^{\ell },f\rangle =\int _{\mathbf {S} ^{2}}{\overline {Y_{m}^{\ell }}}f\,d\Omega =\int _{0}^{2\pi }\int _{0}^{\pi }{\overline {Y_{m}^{\ell }}}(\theta ,\varphi )f(\theta ,\varphi )\sin \theta \,d\theta \,d\varphi .} | \| \| \| \| \| \| \| \| | (H3) |
| |                         |      |
| |                         |      |

La acción de grupo de Lorentz se restringe a la de SO(3) y se expresa como
| {\displaystyle (\Pi (R)f)(\theta (x),\varphi (x))=\sum _{\ell =1}^{\infty }\sum _{m=-\ell }^{m=\ell }\sum _{m'=-\ell }^{m'=\ell }D_{mm'}^{(\ell )}(R)f_{\ell m'}Y_{m}^{\ell }\left(\theta (R^{-1}x),\varphi (R^{-1}x)\right),\qquad R\in \mathrm {SO} (3),\quad x\in \mathbf {S} ^{2}.} | \| \| \| \| \| \| \| \| | (H4) |
| |                         |      |
| |                         |      |

Esta acción es unitaria, lo que significa que
| {\displaystyle \langle \Pi (R)f,\Pi (R)g\rangle =\langle f,g\rangle \qquad \forall f,g\in \mathbf {S} ^{2},\quad \forall R\in \mathrm {SO} (3).} | \| \| \| \| \| \| \| \| | (H5) |
| |                         |      |
| |                         |      |

El D(ℓ) se puede obtener de D(m, n) ya deducido anteriormente, usando la descomposición de Clebsch-Gordan, pero se expresan más fácilmente como exponenciales de una representación de su(2) de dimensión impar (la de 3 dimensiones es exactamente so(3)). En este caso, el espacio L2(S2) se descompone cuidadosamente en una suma infinita directa de representaciones de dimensiones finitas netamente irreducibles V2i + 1, i = 0, 1, … de acuerdo con Hall, 2003 (Sección 4.3.5.)
| {\displaystyle L^{2}(\mathbf {S} ^{2})=\sum _{i=0}^{\infty }V_{2i+1}\equiv \bigoplus _{i=0}^{\infty }\operatorname {span} \left\{Y_{m}^{2i+1}\right\}.} | \| \| \| \| \| \| \| \| | (H6) |
| |                         |      |
| |                         |      |

Esto es característico de las representaciones unitarias de dimensión infinita de SO(3). Si Π es una representación unitaria de dimensión infinita en un espacio separable El espacio de Hilbert, entonces se descompone como una suma directa de representaciones unitarias de dimensión finita. Tal representación nunca es irreducible. Todas las representaciones de dimensiones finitas irreducibles (Π, V) se pueden hacer unitarias mediante una elección adecuada del producto interno,
{\displaystyle \langle f,g\rangle _{U}\equiv \int _{\mathrm {SO} (3)}\langle \Pi (R)f,\Pi (R)g\rangle \,dg={\frac {1}{8\pi ^{2}}}\int _{0}^{2\pi }\int _{0}^{\pi }\int _{0}^{2\pi }\langle \Pi (R)f,\Pi (R)g\rangle \sin \theta \,d\varphi \,d\theta \,d\psi ,\quad f,g\in V,}
donde la integral es la integral invariante única sobre SO(3) normalizada a 1, aquí expresada utilizando la parametrización de los ángulos de Euler. El producto interno dentro de la integral es cualquier producto interno en V.

## Generalizaciones
El grupo de rotación se generaliza de forma bastante natural al espacio euclídeo en n, Rn con su estructura euclidiana estándar. El grupo de todas las rotaciones propias e impropias en la dimensión n se denomina grupo ortogonal O(n), y el subgrupo de rotaciones propias se llama grupo ortogonal SO(n), que es un grupo de Lie de dimensión n(n − 1)/2.
En teoría de la relatividad especial, se trabaja en un espacio vectorial de 4 dimensiones, conocido como espacio-tiempo de Minkowski en lugar del espacio euclídeo de 3 dimensiones. A diferencia del espacio euclídeo, el espacio de Minkowski tiene un producto interno con una signatura indefinida. Sin embargo, todavía se pueden definir rotaciones generalizadas que preservan este producto interno. Estas rotaciones generalizadas se conocen como transformaciones de Lorentz y el grupo de todas estas transformaciones se llama grupo de Lorentz.
El grupo de rotación SO(3) se puede describir como un subgrupo de E+(3), el grupo euclídeo de las isometrías directas sobre el espacio euclídeo R3. Este grupo más grande es el grupo de todos los movimientos de un cuerpo rígido: cada uno de estos es una combinación de una rotación alrededor de un eje arbitrario y de una traslación respecto el eje, o dicho de otra manera, una combinación de un elemento de SO(3) y de una traslación arbitraria.
En general, el grupo de rotación de un objeto es el grupo de simetría dentro del grupo de isometrías directas; en otras palabras, la intersección del grupo de simetría completa y el grupo de isometrías directas. Para los objetos quirales es el mismo que el grupo de simetría completo.